# Euxoa agricola
Euxoa agricola là một loài bướm đêm trong họ Noctuidae.